# Dendrobium dolichocaulon
Dendrobium dolichocaulon är en orkidéart som beskrevs av Rudolf Schlechter. Dendrobium dolichocaulon ingår i släktet Dendrobium, och familjen orkidéer. Inga underarter finns listade i Catalogue of Life.